# Sintoísmo en Taiwán

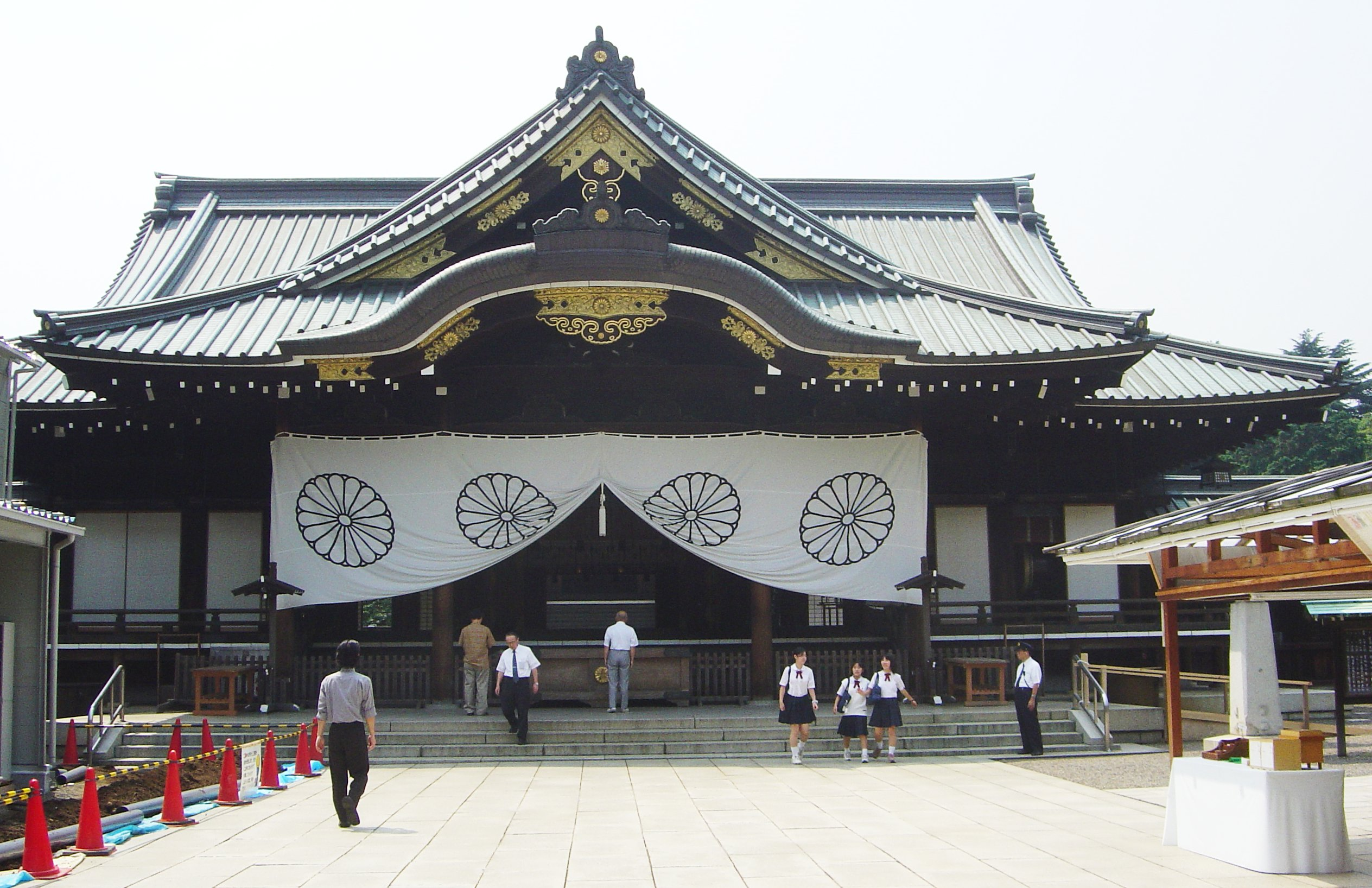
El Libro de las Almas en el Santuario Yasukuni enumera los nombres de 27,863 taiwaneses que lucharon por el Emperador de Japón entre 1937-45.

El sintoísmo en Taiwán tiene su origen en el comienzo del gobierno colonial japonés de Taiwán de 50 años en 1895, cuando el Imperio del Japón trajo a la isla su religión estatal, el sintoísmo. Se animó a los taiwaneses a adoptar la religión en 1937 cuando el Imperio del Japón comenzó a intensificar su política expansionista en China y utilizó Taiwán como su base en el sudeste asiático. De los taiwaneses que perdieron la vida luchando por el emperador japonés hasta la derrota del Imperio en 1945, un total de 27.863 están registrados en el Libro de las Almas y consagrados como eirei (英 霊, espíritus de soldados caídos) en el Santuario Yasukuni en Tokio, Japón.

## Dominio colonial japonés
Artículo principal: Dominio japonés de Taiwán
Entre 1919 y 1936, el gobierno colonial en Taiwán comenzó la educación obligatoria de los taiwaneses y enfatizó la asimilación cultural. En 1937, el Imperio japonés en Taiwán comenzó el Movimiento Kōminka (皇民化運動, kōminka undō), una política de conversión e integración total de los taiwaneses como ciudadanos japoneses. Esto se lograría negando a los taiwaneses su herencia china mediante la adopción de nombres japoneses y mediante el uso del idioma japonés como idioma nacional (國語, kokugo); adoptando aspectos japoneses de la vida como la ropa japonesa, la cocina japonesa y el sintoísmo. Se desaconsejó el uso de dialectos chinos y la práctica de las costumbres chinas y se cerraron las escuelas de idioma chino. Los japoneses buscaron convertir a los aborígenes promoviendo la historia de Sayon como un patriota taiwanés.

### Santuarios sintoístas

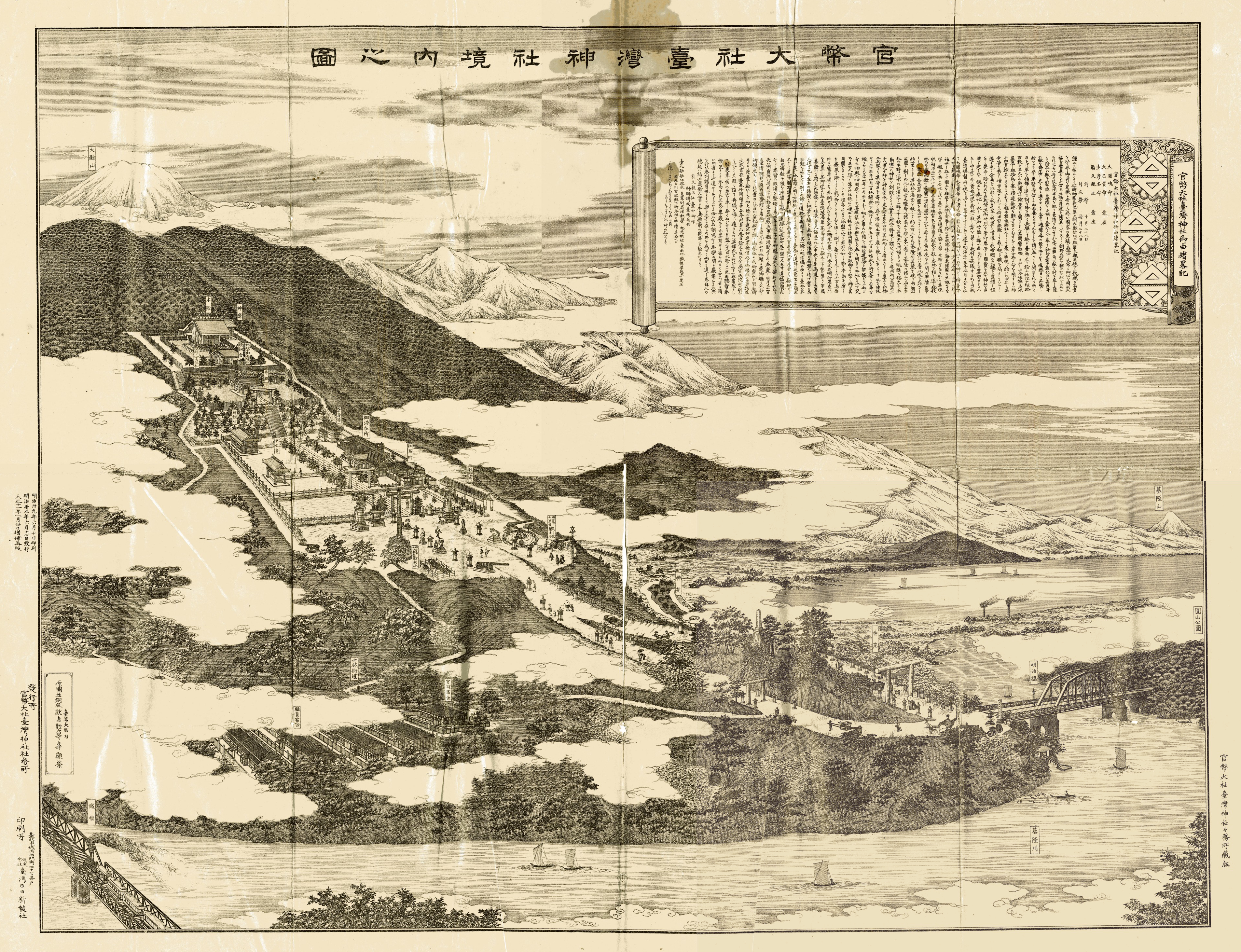
El Gran Santuario de Taiwán es el más notable de todos los santuarios sintoístas en Taiwán y fue el primero en consagrar al Príncipe Kitashirakawa Yoshihisa.

El primer santuario sintoísta que se estableció en Taiwán fue el Santuario de Kaizan en la Prefectura de Tainan en 1897, pero el más notable fue el Santuario de Taiwán en la Prefectura de Taihoku (ahora Taipéi), construido en 1901 para honrar al Príncipe Kitashirakawa Yoshihisa, quien murió de una enfermedad mientras estaba en un misión en Tainan para subyugar a la rebelión taiwanesa. En 1932, el Príncipe Heredero Hirohito (más tarde Emperador Shōwa) visitó Taiwán en una gira para celebrar su inauguración como regente. En total, se construyeron 204 santuarios sintoístas en todo Taiwán, pero solo 66 fueron sancionados oficialmente por el estado.